# 李瑾 (唐朝)
李瑾，唐朝宗室，唐睿宗李旦孙，惠文太子李范子。

## 生平
据《旧唐书》记载：一子瑾，封河东郡王，官至太仆卿。冒于酒色，竟暴卒，赠太子少师。
据《新唐书》记载：瑾落魄不饬名检，沈酒色，历太仆卿，封河东王，暴薨，赠太子少师。